# Liu Jingsong
Liu Jingsong (* 1. März 1984) ist ein ehemaliger chinesischer Biathlet.
Liu Jingsong bestritt ausschließlich im Jahr 2004 internationale Rennen. In Haute-Maurienne wurde er bei den Biathlon-Juniorenweltmeisterschaften 2004 32. des Einzels, 50. des Sprints und 46. der Verfolgung. Danach erlebte er mit den Biathlon-Weltmeisterschaften 2004 in Oberhof den Höhepunkt seiner Karriere. Im Einzel wurde er 101. sowie im Sprint 104. Im Staffelrennen war er für die Schlussposition gesetzt, doch schied die chinesische Staffel schon mit dem vorletzten Starter Chen Haibin aus. Gegen Ende des Jahres kam er in Peking noch einmal zu einem Einsatz im Skilanglauf-Far-East-Cup zum Einsatz und wurde bei einem Freistil-Sprint 20.

## Biathlon-Weltcup-Platzierungen
Die Tabelle zeigt alle Platzierungen (je nach Austragungsjahr einschließlich Olympische Spiele und Weltmeisterschaften).
- 1.–3. Platz: Anzahl der Podiumsplatzierungen
- Top 10: Anzahl der Platzierungen unter den ersten zehn (einschließlich Podium)
- Punkteränge: Anzahl der Platzierungen innerhalb der Punkteränge (einschließlich Podium und Top 10)
- Starts: Anzahl gelaufener Rennen in der jeweiligen Disziplin

| Platzierung         | Einzel | Sprint | Verfolgung | Massenstart | Staffel | Gesamt |
| ------------------- | ------ | ------ | ---------- | ----------- | ------- | ------ |
| 1. Platz            |        |        |            |             |         |        |
| 2. Platz            |        |        |            |             |         |        |
| 3. Platz            |        |        |            |             |         |        |
| Top 10              |        |        |            |             |         |        |
| Punkteränge         |        |        |            |             |         |        |
| Starts              | 1      | 1      |            |             |         | 2      |
| Stand: Karriereende |        |        |            |             |         |        |